# Galeola
Galeola ist eine Gattung aus der Familie der Orchideen (Orchidaceae). Sie enthält vier bis sechs Arten krautiger Pflanzen, die in Südostasien beheimatet sind.

## Beschreibung
Die Arten der Gattung Galeola sind terrestrisch wachsende, krautige Kletterpflanzen. Sie sind blattlos und ernähren sich mykoheterotroph. Unterirdisch befindet sich ein ausgedehntes Rhizom- und Wurzelsystem, meist in halb verrottetem Holz. Oberirdisch klettert der rötlich braune Spross mit Haftwurzeln, die sich an jedem Knoten bilden. Die Blätter sind zu kleinen Schuppen reduziert.
Die rispigen Blütenstände enthalten zahlreiche resupinierte, gelbe oder braune, weit geöffnete, fleischige Blüten. Die Blütenstandsachse ist rotbraun behaart, ebenso die Sepalen. Diese sind länglich-oval und nicht miteinander verwachsen. Die Petalen sind ähnlich geformt, aber nicht so fleischig. Die Lippe ist ganzrandig und rundlich, der Rand ist eingerollt und bewimpert. Die Spreite der Lippe ist behaart und am Grund mit einer Schwiele versehen. Die Säule ist gebogen, nach vorne zu keulenförmig verdickt, am vorderen Ende mit zwei seitlichen Anhängseln. Das Staubblatt ist zweikammrig, die beiden Pollinien sind körnig und nochmals zweigeteilt. Die Kapselfrucht ist lang und schmal, sie enthält zahlreiche geflügelte Samen. Der Flügel verläuft rings um den Samen und ist unregelmäßig geformt. Die Ausbreitung der Samen von Galeola erfolgt über den Wind.

## Verbreitung
Galeola ist in Hinterindien, den Philippinen, den indonesischen Inseln bis nach Neuguinea verbreitet. Galeola humblotii stammt von den Komoren. Die weiteste Verbreitung besitzt Galeola nudifolia. Die Pflanzen kommen in Waldlichtungen vor und benötigen größere Ansammlungen toten Holzes.

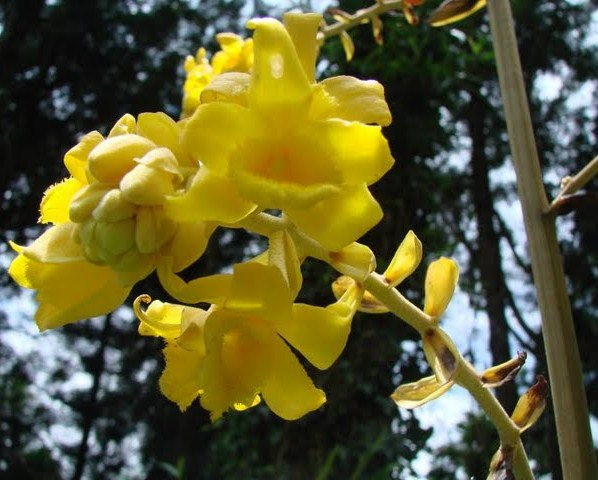
Galeola lindleyana

## Systematik und botanische Geschichte
Galeola wird innerhalb der Unterfamilie Vanilloideae in die Tribus Vanilleae eingeordnet. Die nächst verwandten Gattungen sind Cyrtosia, Erythrorchis und Pseudovanilla.
Galeola wurde 1790 von João de Loureiro
erstbeschrieben. Der Name Galeola kommt vom griechischen galeole, „kleiner Helm“, und beschreibt das helmförmige Ende der Säule. Typusart ist Galeola nudifolia, Unter dem Namen Galeola wurden zahlreiche Arten beschrieben, bis Garay sie 1986 in mehrere Gattungen aufteilte.
Folgende Arten werden zur Gattung Galeola gezählt:
- Galeola cathcartii Hook.f.: Sie kommt von Sikkim bis ins nördliche Thailand vor.[3]
- Galeola faberi Rolfe (eventuell zu Cyrtosia gehörend[2]): Sie kommt von Nepal bis zum südlichen und zentralen China und auf Sumatra vor.[3]
- Galeola falconeri Hook.f.: Sie kommt vom Himalaja bis zum nördlichen Indochina, im südöstlichen China und in Taiwan vor. Sie wird auch als Cyrtosia falconeri (Hook.f.) Aver. in die Gattung Cyrtosia gestellt.[3]
- Galeola humblotii Rchb.f.: Sie kommt auf Grande Comore und auf Madagaskar vor.[3]
- Galeola lindleyana (Hook.f. & Thomson) Rchb.f.: Sie kommt vom Himalaja bis China, auf Taiwan und im nördlichen Sumatra vor. Sie wird auch als Cyrtosia lindleyana Hook.f. & Thomson in die Gattung Cyrtosia gestellt.[3]
- Galeola nudifolia Lour.: Sie kommt vom östlichen Himalaja bis zum südlichen Hainan und zum westlichen Neuguinea vor.[3]